# Verbascum tropidocarpum
Verbascum tropidocarpum är en flenörtsväxtart som beskrevs av Svante Samuel Murbeck. Verbascum tropidocarpum ingår i släktet kungsljus, och familjen flenörtsväxter. Inga underarter finns listade i Catalogue of Life.